# Mittelbrunn
Mittelbrunn là một đô thị ở huyện Kaiserslautern, bang Rheinland-Pfalz, phía tây nước Đức. Đô thị Mittelbrunn có diện tích 8,97 km².